# Viveca Sten

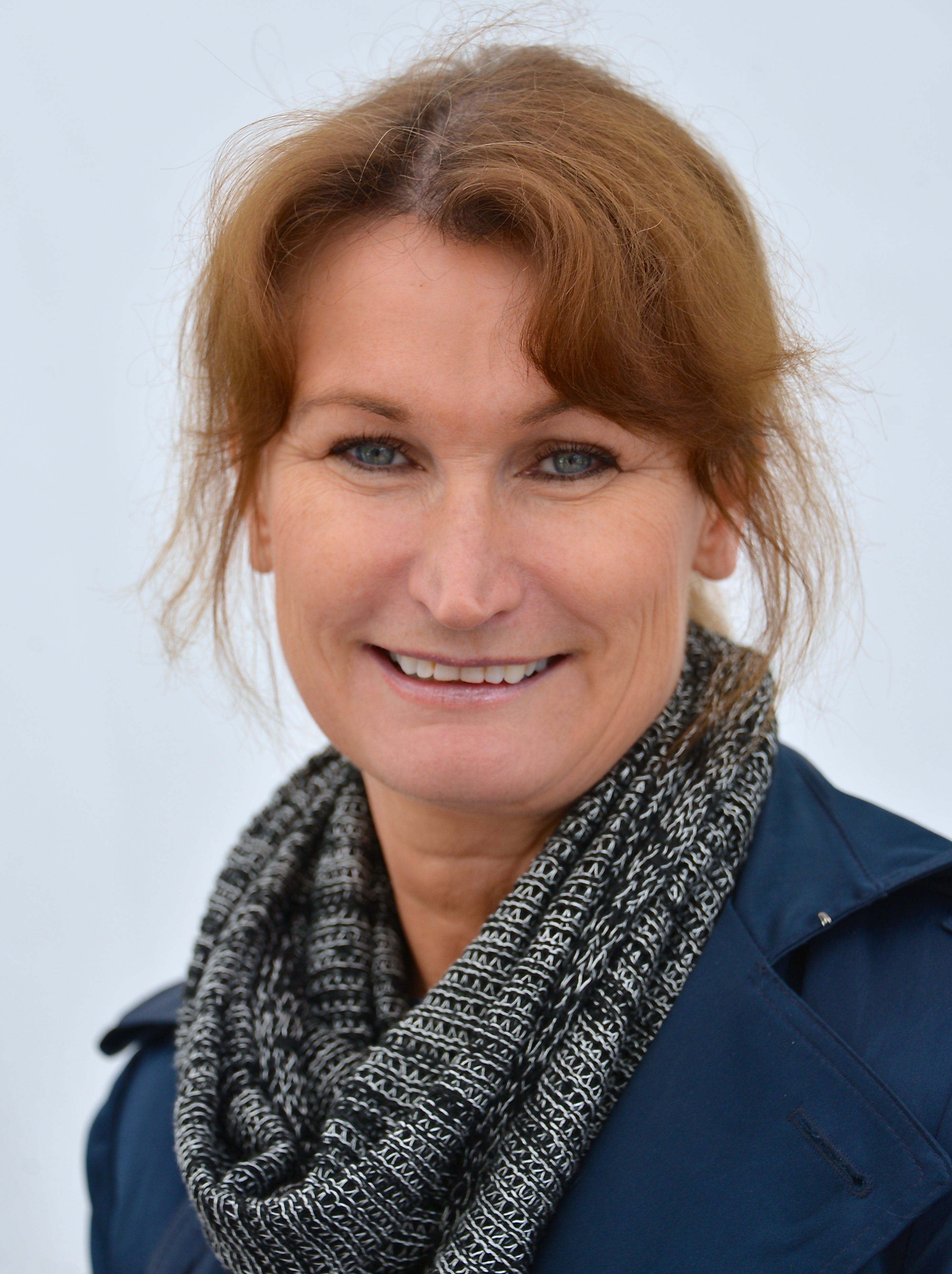
Viveca Sten (2013)

Viveca Anne Bergstedt Sten (* 18. Juni 1959 in Stockholm, Schweden) ist eine schwedische Schriftstellerin und Juristin. Bekannt wurde sie ab 2008 durch ihre Kriminalromane um die beiden Hauptfiguren Kommissar Thomas Andreasson und dessen Jugendfreundin Nora Linde. Schauplatz der Handlung ist weitestgehend der Ort Sandhamn auf der Insel Sandön im Stockholmer Schärengarten. Die schwedische Fernsehserie Mord im Mittsommer basiert auf den Büchern von Sten.

## Leben
Viveca Sten ist in Stockholm geboren, wo sie auch aufwuchs. Aus einer Juristenfamilie stammend, entschied sie sich für ein Jura-Studium an der Universität Stockholm. Danach arbeitete sie als Juristin bei der schwedischen Post. Sie hatte nur juristische Fachbücher publiziert, bis sie mit Tödlicher Mittsommer 2008 ihren ersten Roman veröffentlichte. Seitdem veröffentlicht sie fast jedes Jahr einen Kriminalroman.
Sten ist verheiratet und hat drei Kinder. Mit ihrer Familie lebt sie in einem Vorort nördlich von Stockholm. Seit ihrer Kindheit verbringt sie jeden Sommer in Sandhamn in den Schären, da ihre Familie seit 1917 dort ein Haus besitzt. Deshalb spielen auch ihre Kriminalromane in Sandhamn.
In Schweden hat Sten seit 2008 über 500.000 Exemplare ihrer Bücher verkauft.

## Werke

### Reihe Thomas Andreasson
- Erster Fall: Tödlicher Mittsommer, Roman. Aus dem Schwedischen von Dagmar Lendt. Köln: Kiepenheuer & Witsch 2010, ISBN 978-3-462-04073-9 (schwed. I de lugnaste vatten, 2008).
- Zweiter Fall: Tod im Schärengarten, Roman. Aus dem Schwedischen von Dagmar Lendt. Köln: Kiepenheuer & Witsch 2011, ISBN 978-3-462-04302-0 (schwed. I den innersta kretsen, 2009).
- Dritter Fall: Die Toten von Sandhamn, Roman. Aus dem Schwedischen von Dagmar Lendt. Köln: Kiepenheuer & Witsch 2012, ISBN 978-3-462-04388-4 (schwed. I grunden utan skuld, 2010).
- Vierter Fall: Mörderische Schärennächte, Roman. Aus dem Schwedischen von Dagmar Lendt. Köln: Kiepenheuer & Witsch 2012, ISBN 978-3-462-04528-4 (schwed. I natt är du död, 2011).
- Fünfter Fall: Beim ersten Schärenlicht, Roman. Aus dem Schwedischen von Dagmar Lendt. Köln: Kiepenheuer & Witsch 2014, ISBN 978-3-462-04601-4 (schwed. I stundens hetta, 2012).
- Sechster Fall: Tod in stiller Nacht, Roman. Aus dem Schwedischen von Dagmar Lendt. Köln: Kiepenheuer & Witsch 2015, ISBN 978-3-462-04735-6 (schwed. I farans riktning, 2013).
- Siebter Fall: Tödliche Nachbarschaft, Roman. Aus dem Schwedischen von Dagmar Lendt. Köln: Kiepenheuer & Witsch 2016, ISBN 978-3-462-04736-3 (schwed. I maktens skugga, 2014).
- Achter Fall: Mörderisches Ufer, Roman. Aus dem Schwedischen von Dagmar Lendt. Köln: Kiepenheuer & Witsch 2017, ISBN 978-3-462-04737-0 (schwed. I sannings namn, 2015).
- Neunter Fall: Flucht in die Schären, Roman. Aus dem Schwedischen von Dagmar Lendt. Köln: Kiepenheuer & Witsch 2018, ISBN 978-3-462-05197-1 (schwed. I fel sällskap, 2018).
- Zehnter Fall: Das Grab in den Schären, Roman. Aus dem Schwedischen von Dagmar Lendt. Köln: Kiepenheuer & Witsch 2021, ISBN 978-3-462-05217-6 (schwed. I hemlighet begravd, 2019).
  - Hörbuch: Das Grab in den Schären. Gesprochen von Katja Danowski. GOYALiT. 4 CDs, 328 Minuten. ISBN 978-3-8337-4261-3.[2]

### Reihe Hanna Ahlander / Polarkreis-Krimis
1. Kalt und still. Aus dem Schwedischen von Dagmar Lendt. dtv, München 2022, ISBN 978-3-423-26338-2.
2. Tief im Schatten. Aus dem Schwedischen von Dagmar Lendt. dtv, München 2023, ISBN 978-3-423-28365-6.
3. Blutbuße. Aus dem Schwedischen von Dagmar Lendt. dtv, München 2024, ISBN 978-3-423-28431-8.

## Verfilmungen
Viveca Stens Bücher der Reihe Thomas Andreasson wurden in Schweden seit 2010 in der Krimireihe Mord im Mittsommer verfilmt. Bislang wurden die Fälle 1 bis 5 und 7 bis 9 verfilmt (von den Fällen 6 und 10 gibt es keine Verfilmungen). Bei einigen Folgen schrieb Sten selbst das Drehbuch.
Im Jahr 2025 veröffentlichte der Streaminganbieter Netflix die Staffel Die Åre-Morde mit der Polizistin Hanna Ahlander, gespielt von Carla Sehn. In der fünf Episoden umfassenden Staffel wurden die beiden Bücher Kalt und still und
Tief im Schatten verfilmt.